# ديفيد ميرفين
ديفيد ميرفين (بالإنجليزية: David Mirfin)‏ (18 أبريل 1985 بشفيلد في المملكة المتحدة - ) هو لاعب كرة قدم بريطاني في مركزي الدفاع وقلب الدفاع. لعب مع سكونثورب يونايتد ونادي واتفورد وهدرسفيلد تاون ونادي هارتلبول يونايتد.

## وصلات خارجية
- ديفيد ميرفين على موقع قاعدة بيانات كرة القدم.إي يو (الإنجليزية)
- ديفيد ميرفين على موقع Soccerbase.com (لاعب) (الإنجليزية)
- ديفيد ميرفين على موقع عالم كرة القدم.نت (الإنجليزية)